# マツダ・クロノス
クロノス（CRONOS）は、かつてマツダが製造・販売していたセダン。

## 概要
1991年（平成3年）、カペラに代わる新しいマツダのミドルクラスセダンとして登場した。3ナンバー税制改変の恩恵を受けた三菱・ディアマンテなどの人気から、競合車種たちが軒並み大きくなる傾向にあった中、開発当初は5ナンバー寸法での設計も行われ、試作車の走行試験も行われていたが、新たなGEプラットフォームが採用され、クロノスも3ナンバーとなった。
このプラットフォームをベースに生まれた姉妹車も、ユーノス500を除いて3ナンバーとなった。当時のマツダは多品種少量生産を志向しており、防府工場での生産ラインは、1つのラインでこれらの姉妹車を同時混流で生産できるようになっていた。
しかし、バブル景気に乗じた販売系列の5チャンネル化と、3ナンバー化を発端としてカペラの名前を廃した結果、クロノスの知名度と販売台数は圧倒的に減少した。そこにバブル崩壊が加わり、さらに当時世界中でヒットしていたロードスターの利益をすべて新型車に投入した結果、マツダは倒産の危機に陥ってしまった。これがいわゆる「クロノスの悲劇」である。
輸出名はカペラと同じく「マツダ・626」であったが、日本国内では3ナンバー化にあたり「カペラの名を引き継ぐことはユーザーに対して不誠実」とされた。そのため他社が同様のケースでも車名を変更しなかったのに対し、マツダの場合は長年親しまれたカペラの名前をクロノスに変更した。さらにマツダ店（MX-6）、アンフィニ店（MS-6、MS-8）、ユーノス店（ユーノス500）、オートザム店（クレフ）、オートラマ店（プローブ、テルスター）に姉妹車を割り振り、統一した名前をつけなかった。これらの販売戦略により圧倒的な認知度不足が発生し、当時としては非常に贅沢なつくりを持っていたのにもかかわらず、姉妹車すべてを含めても月販1万台に届かない状況となり、さらに全幅1,770 mmという当時の同クラスセダンとしては大きめのサイズであったことも販売不振に拍車をかける結果となった。コロンビアのコンパニアコロンビアナアウトモトリスS.A（CCA)ではこれを626 MATSURIとして生産・販売したが、並行してGD/GV型カペラも626 ASAHIとして生産・販売が行われていた。
なお、クロノスにはワゴンモデルの設定が無かったため、5代目カペラはカーゴのみ生産・販売を継続していた。

## スタイル
ボディタイプはノッチバックの4ドアセダンのみ。当時のマツダのスタイルの特徴で、滑らかな曲線で統一されたスタイルはボリューム感があり、それまでのセダンの典型だった狭くて細長いスタイルと比べて新鮮味のあるものだったが、クロノスのスタイルは、その後生まれるユーノス500やユーノス800のようにまだ熟成・洗練されておらず、そのエクステリアは、とって付けたようなグリーンハウスなど、デザイン的なまとまりをやや欠いていた。また堂々たる3ナンバーサイズのセダン・ボディであるが、全幅の拡大分は主に、規制が強化されつつあった側面衝突安全基準への対応に費やされた。特にアメリカの衝突安全基準=MVSSに対応しようとサイドインパクト・ビームをドア内部に装備しているため、CMで言われていたほど、室内幅は広がってはいない。

## 型式 GE型（1991年-1997年）
- 1991年10月21日 - カペラの後継車として、マツダ店でのみの取扱いでデビュー。当初は、FF駆動方式に新開発のK型V6エンジン(1.8Lと2.0L)のみが搭載されていた。
- 1992年 - PWS付ディーゼル車とビスカスカップリング式フルタイム4WD車、V62.5Lエンジンのグランツーリスモシリーズを追加。海外向け生産・販売を開始。
- 1994年10月 - カペラ復活後ながらマイナーチェンジ。1.8L車を廃止、ABSが全グレード標準装備になった。同時にフロントグリルを変更[注釈 5]。
- 1995年12月[3] - 日本仕様の販売を終了。
- 1997年 - 7代目カペラの登場に伴い輸出向け仕様（現地名：マツダ・626）の生産・販売を終了。

生産台数:3万4096台

## CMソング
- フィル・コリンズ「Another Day In Paradise」
- 吉田拓郎「たえなる時に」（シングル「友あり」c/w／アルバム『detente』に収録）